# Celtchar
Celtchar (ou Celtchair), filho de Uthechar ou Uthidir, é um personagem do Ciclo do Ulster da Mitologia Irlandesa. Em Scéla Mucce Maic Dathó ("O Conto do Porco de Mac Dathó"), ele é descrito como "um herói cinza, alto e muito terrível do Ulster". 
Quando ele desafiou Cet mac Mágach para o curadmír, um conflito tradicional em que o guerreiro reconhecido como mais corajoso recebia o melhor corte de carne, Cet denuncia que certaz vez emasculara Celtchar com uma lança na própria casa do mesmo. Ele vive em Dún Lethglaise, , também conhecido como o Monte de Down (Irlandês Dún), ou Rathkeltair (Irlandês Ráth Celtchair ou Celtchar Fort) em Downpatrick, Condado de Down. Sua esposa era Findmór de Dún Sobairche (de Dunseverick, Condado de Antrim). Ele empunhava uma lança, a Lúin Cheltchair, cuja sede de sangue era tão grande que deveria ser mergulhada em um caldeirão de veneno para que fosse controlada.
No Táin Bó Cúailnge, após o homens de Ulster terem caçoado de Celtchar por sua debilidade, ele e Conchobar mac Nessa resgatam oito cativas de Ulster de oito homens das casas de Ailill mac Máta e Medb.

## Desafios noAided Cheltchair meic Uthechair
Segundo o Aided Cheltchair meic Uthechair (em português:  "a morte de Celtchar mac Uthechair"), conto do Ciclo do Ulster, em compensação por haver assassinado Blaí Briugu, que dormira com sua esposa, Celtchar havia de livrar Ulster de três ameaças. A primeira era Conganchnes mac Dedad, que buscava vingança pela morte de seu sobrinho Cú Roí, e que tinha uma pele imperfurável. Celtchar lhe ofereceu a sua filha Niam em casamento, que por sua vez descobriu que Conganchnes só poderia ser morto pelo martelamento de espetos embrasados nas solas de seus pés. Ela passou as informações para seu pai, que fez a ação.
A segunda ameaça era um feroz cão chamado Luch Donn ("rato marrom"). Ele fora encontrado enquanto filhote por uma viúva, que o nutriu até que fosse enorme e incontrolável, quando matou todo o rebanho e gado da viúva, assim como seus filhos, e, finalmente, própria a viúva de si mesma, e a tal altura devastava um novo assentamento a cada noite. Celtchar encontra um tronco de amieiro, perfura-o para ajustar-lhe seu braço, e ferve-o em mel, graxa e ervas até que seja suficientemente resistente e flexível. Ele aproxima-se do cão com o tronco ao longo do seu braço, e quando o cão o morde, seus dentes ficam presos, permitindo que Celtchar puxe seu coração através de sua garganta, matando-o.
A terceira ameaça era Dóelchú, cão do próprio Celtchar. Ele foi encontrado filhote dentro do um montículo de enterro de Celtchar, e apenas deixava o próprio lidar com ele, até que certo dia escapou, tornando-se uma ameaça para o gado e ovelhas de Ulster. Celtchar encontrou o cão e chamou-o para si, ao que o animal veio e lambeu seus pés. Relutantemente, Celtchar acerta-o com sua lança. Enquanto ele levantava a lança, uma gota do sangue venenoso do cão entrou no corpo de seu antigo dono, matando-o.